# Ballesteros (Córdoba)
Ballesteros es una localidad municipal situada en el departamento Unión de la provincia de Córdoba (Argentina).
Se encuentra situada a la vera de la ruta nacional  1V09 , (paralela al trazado de la  RN 9 ), a 173 km de la capital provincial, 531 km de Buenos Aires y 27 km de la ciudad de Villa María.
Es una estación más del ramal Rosario-Córdoba del Ferrocarril General Bartolomé Mitre.

Esta localidad fue fundada por la compañía de capitales ingleses Ferrocarril Central Argentino, cuando tendió sus rieles desde la ciudad de Rosario, provincia de Santa Fe, hasta conectarla con la capital cordobesa.

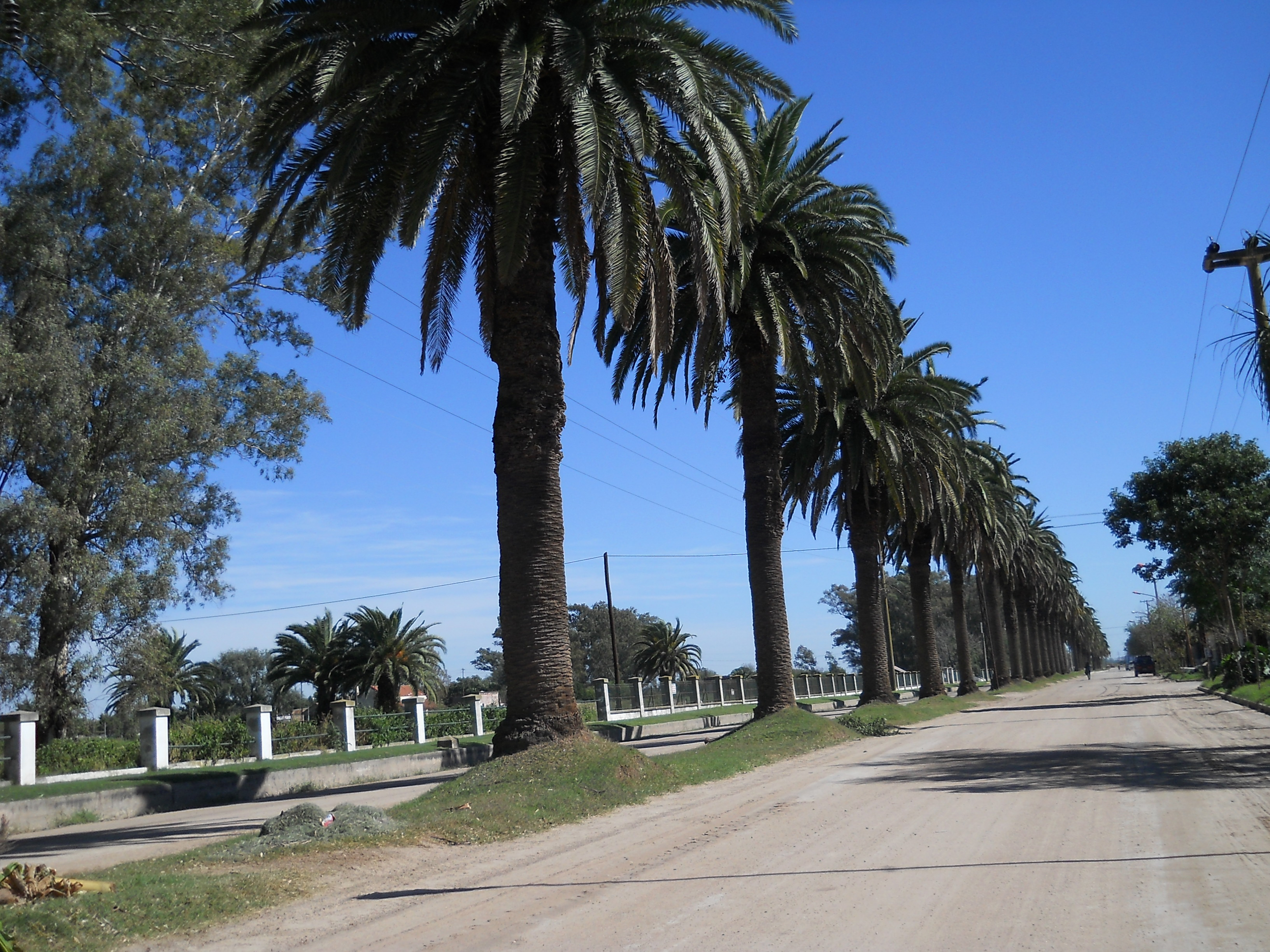
Bulevar Hipólito Yrigoyen

La principal actividad económica de la localidad es la agricultura seguida por la ganadería, siendo el principal cultivo la soja.
Existen numerosos establecimientos agrícolas como plantas de silos, criaderos de bovinos, plantas de elaboración de alimentos balanceados, cuenta con varias fábricas de productos lácteos, y además cuenta con tres fábricas de cadenas, que dan trabajo a muchos de los hombres de la localidad, etc.
La industria local se encuentra estrechamente relacionada con el campo, habiendo también una fábrica de auto-partes agrícolas. En el pasado, la empresa Grandes Talleres Metalúrgicos Martellono e Hijos fue un pequeño fabricante de cosechadoras automotrices e implementos (tales como arados y subsoladores) y en la actualidad sobrevive bajo la razón social Industrias Metalúrgicas Martellono S.R.L.
Cuenta con varios lugares en donde se puede pasar la tarde al aire libre, conectados con el medio ambiente. También hay parques, plazas, canchas y el ponzanjon.

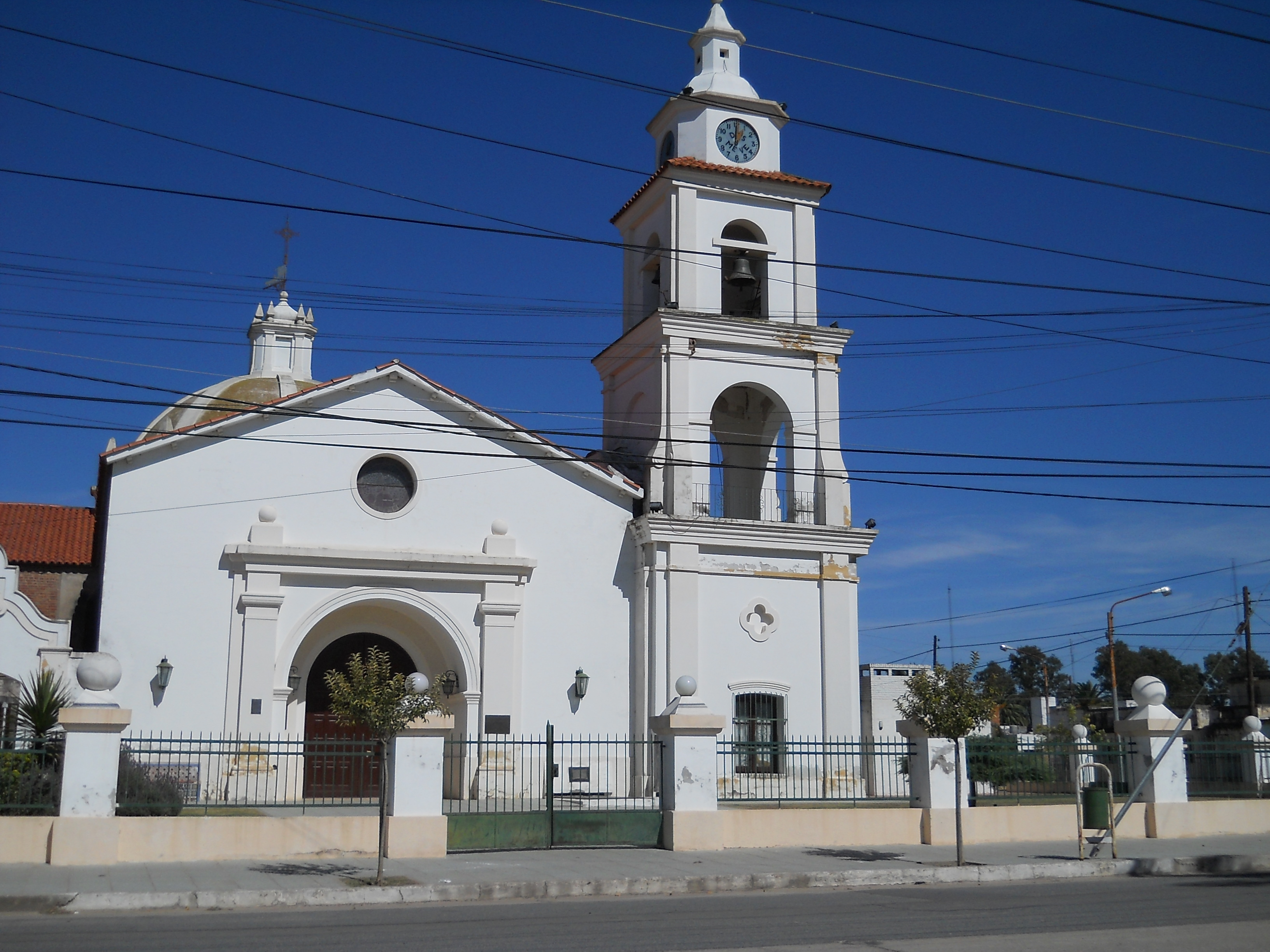
Iglesia San José de Ballesteros.

Su fiesta patronal se celebra el día 19 de marzo y el día de su fundación se celebra el día 28 de octubre.
Cuenta con el dispensario "Dr. Maximiliano P. Bauk", fundado por el homónimo ex intendente.
Entre las personas famosas oriundas de esta localidad se cuenta el cantautor de tango Rubén Juárez, el futbolista Javier Arbarello, el médico cirujano autor del primer autotrasplante cardíaco con éxito en el mundo, Oscar Bauk. 

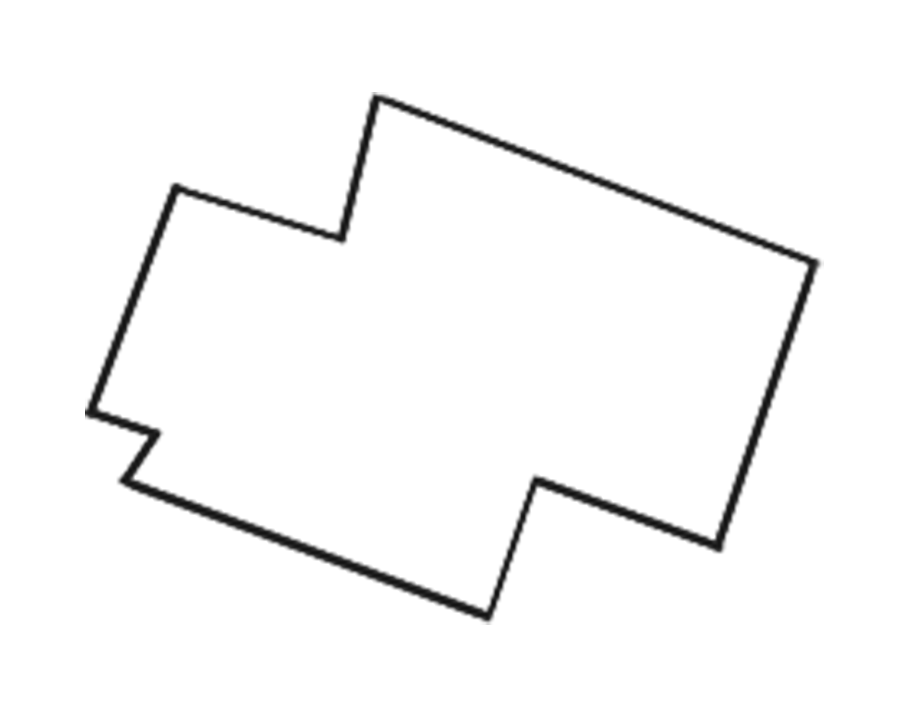
Plano de líneas simples

## Población
Cuenta con 4732 habitantes (Indec, 2022), lo que representa un incremento del 17% frente a los 3928 habitantes (Indec, 2010) del censo anterior. Existen 1036 viviendas en la localidad.
| Gráfica de evolución demográfica de Ballesteros entre 1991 y 2022 |
|                                                                   |
| Fuente: Censos nacionales del INDEC                               |

## Parroquias de la Iglesia católica en Ballesteros
| Diócesis  | Villa María |
| --------- | ----------- |
| Parroquia | San José    |

## Clubes
Club Atletito Talleres (CAT)
Asociación Bibliotera y Gimnasia
Club Caza y Pesca

## Pozanjón
El Pozanjón, es una pequeña laguna, que alcanzó el estatus de reserva ecológica en el año 2016.
Se encuentra al sur del trazado ferroviario, y se ha convertido en un lugar para disfrutar y avistar aves y algunos representante de la fauna nativa: patos, nutrias, peces y anfibios. También se pueden identificar plantas exóticas y nativas, tanto flores como árboles. En el año 2014, una gran inundación  afectó profundamente la reserva, pero ello no impidió que la laguna alcanzara el estatus de reserva y que los vecinos la continúen utilizando como una opción para disfrutar con amigos y familia un momento de distención. También se pueden escuchar y aprender las distintas leyendas, historias que han pasado allí. Tanto como el ojo de mar, es una de las más conocidas.

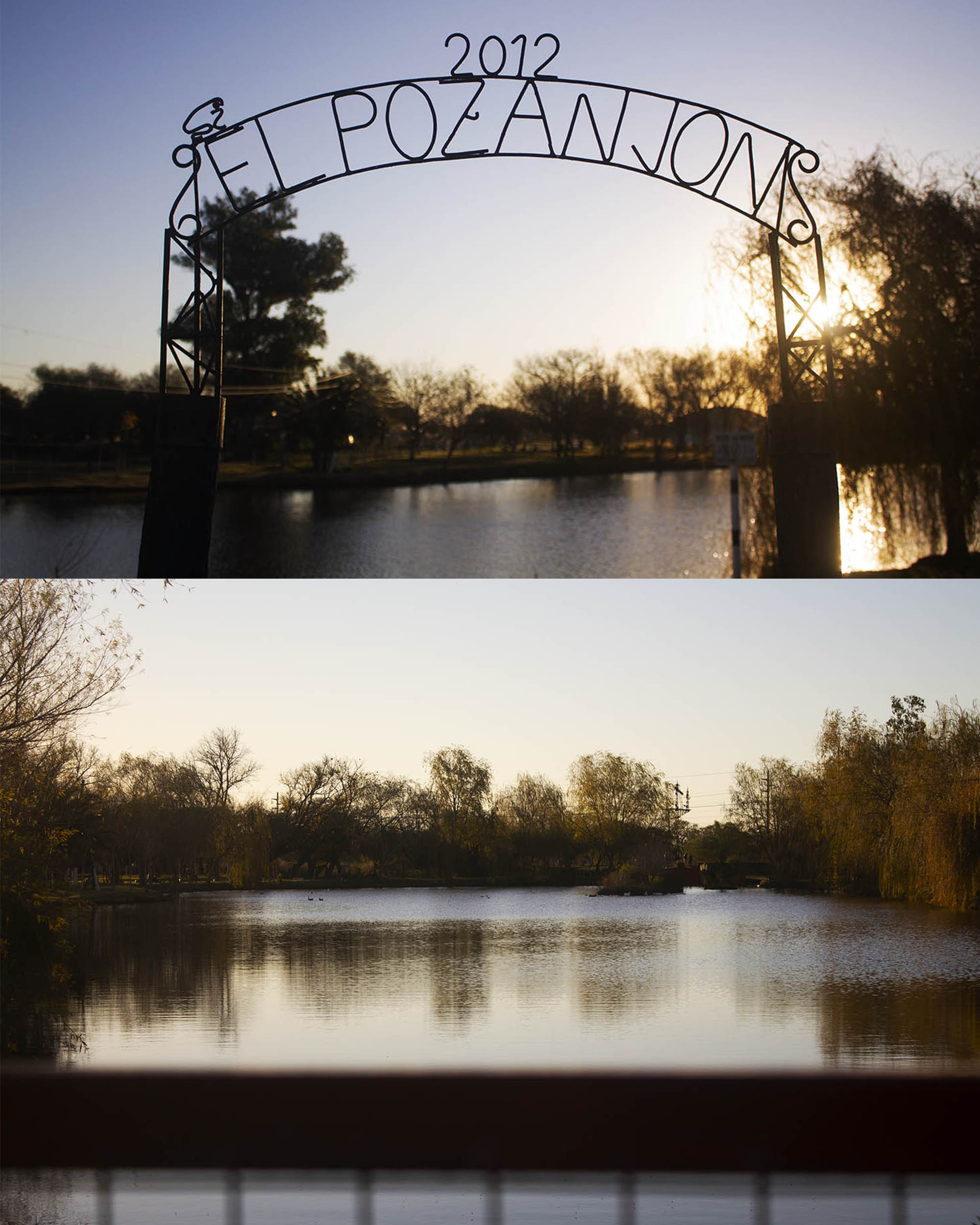

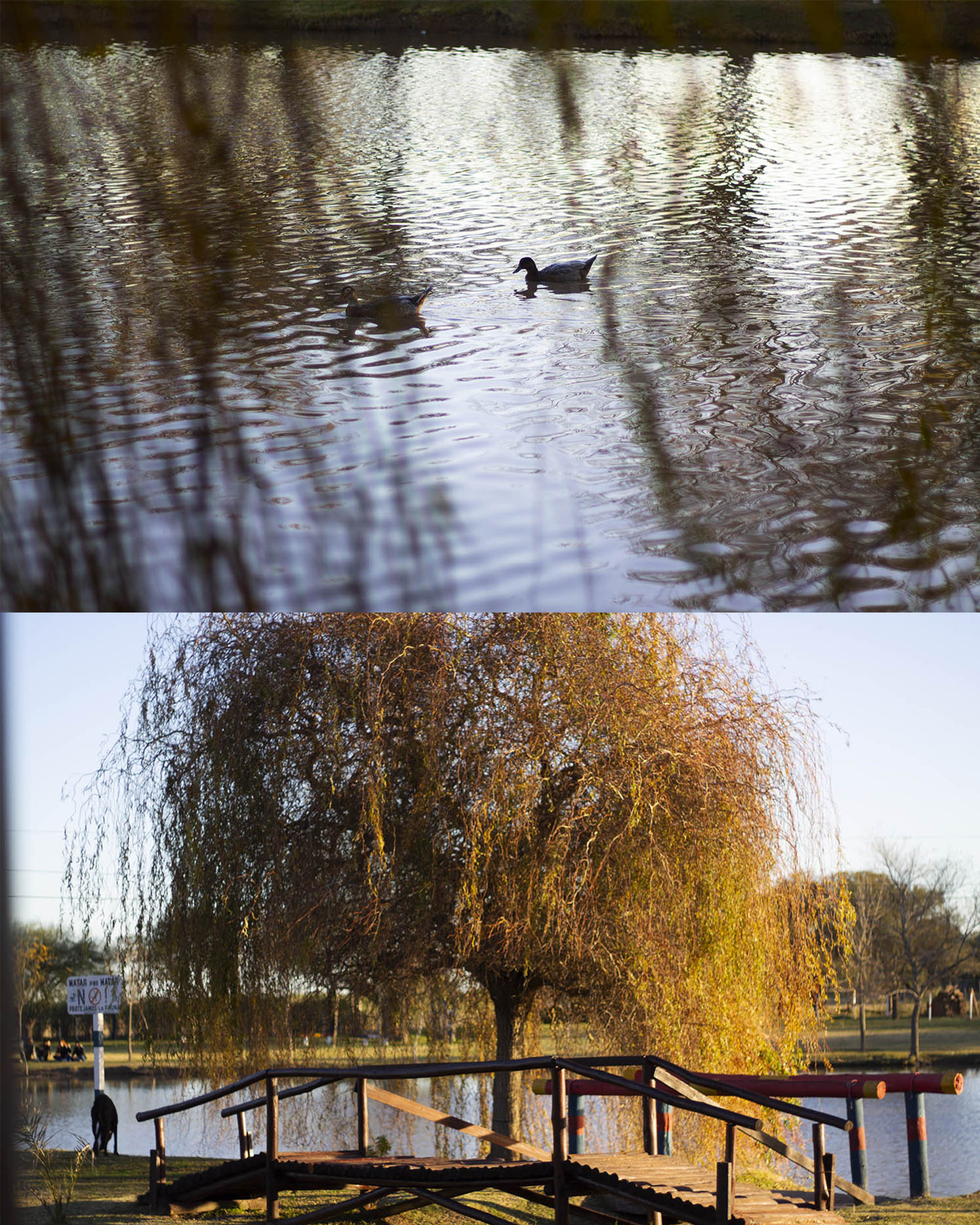

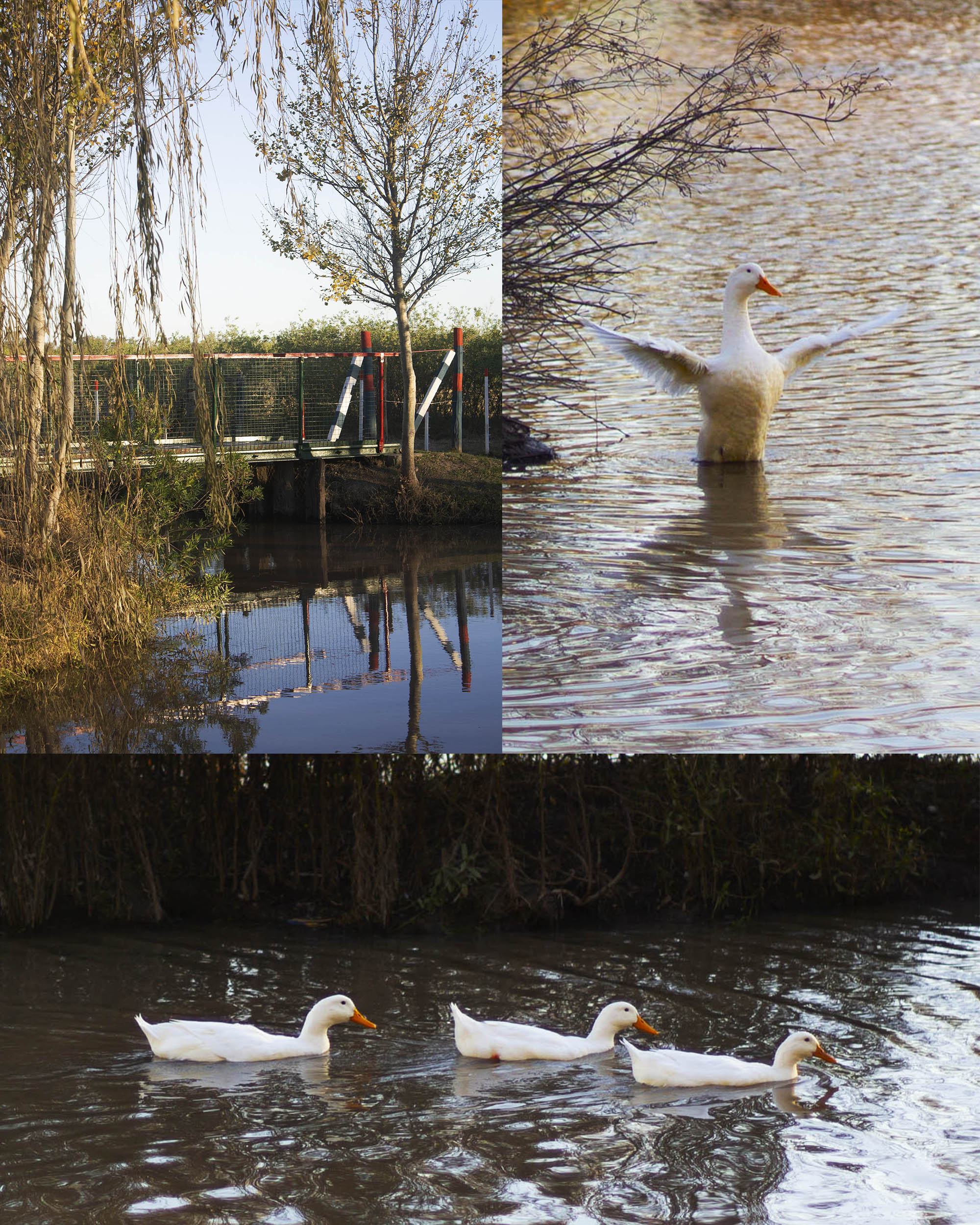

## Transporte

### Automotor
Las empresas Chevallier, General Urquiza y Sierras de Córdoba realizan detención en la localidad de Ballesteros para el ascenso y descenso de pasajeros.

### Ferroviario
El servicio "El Cordobés" (prestado por SOFSE) tiene dos frecuencias semanales ascendentes y dos descendentes, pero no realiza detención en la Ballesteros.

## Personas destacadas
- Rubén Juárez (1947-2010), bandoneonista y cantautor argentino de tangos.

- Javier Arbarello (28 de abril de 1969) Exfutbolista (Campeón con San Lorenzo de Almagro Torneo Clausura 1995)